# Vaux-sur-Somme
Vaux-sur-Somme je obec ležící v departementu Somme, kantonu Corbie. Obec je známá jako místo smrti německého vojenského pilota Manfreda von Richthofena.